# Skäggslamfluga
Skäggslamfluga (Eristalis fraterculus) är en tvåvingeart som först beskrevs av Zetterstedt 1838 som Syrphus fraterculus. Skäggslamfluga ingår i släktet slamflugor, och familjen blomflugor. Enligt den finländska rödlistan är arten otillräckligt studerad i Finland. Enligt den svenska rödlistan är arten otillräckligt studerad i Sverige. . Arten har tidigare förekommit i Övre Norrland men är numera lokalt utdöd. Artens livsmiljö är våtmarker i fjällen (myrar, stränder, snölegor).